# Виборчий округ 14
Виборчий округ 14 — виборчий округ у Вінницькій області. В сучасному вигляді був утворений 28 квітня 2012 постановою ЦВК №82 (до цього моменту існувала інша система виборчих округів). Окружна виборча комісія цього округу розташовується в Жмеринському районному будинку культури за адресою м. Жмеринка, вул. Михайла Грушевського, 23.
До складу округу входять місто Жмеринка, а також Барський, Жмеринський, Літинський і Тиврівський райони. Виборчий округ 14 межує з округом 13 на півночі, з округом 11 і округом 12 на північному сході, з округом 18 на сході, з округом 15 на півдні, з округом 193 на південному заході та з округом 191 на заході. Виборчий округ №14 складається з виборчих дільниць під номерами 050001-050071, 050261-050318, 050607-050670, 051032-051049, 051051-051070, 051072-051090, 051092-051094 та 051591-051607.

## Народні депутати від округу
| Ім'я                        | Фото | Партія               | Скликання | Дата набуття повноважень | Дата припинення повноважень |
| --------------------------- | ---- | -------------------- | --------- | ------------------------ | --------------------------- |
| Жеребнюк Віктор Миколайович |      | самовисуванець       | 7-ме      | 12 грудня 2012           | 27 листопада 2014           |
| Мельничук Іван Іванович     |      | Блок Петра Порошенка | 8-ме      | 27 листопада 2014        | 29 серпня 2019              |
| Борзова Ірина Наумівна      |      | Слуга народу         | 9-те      | 29 серпня 2019           |                             |

## Результати виборів

### Парламентські

#### 2019
Кандидати-мажоритарники:
- Борзова Ірина Наумівна (Слуга народу)
- Щербаківська Людмила Михайлівна (Батьківщина)
- Кушнір Анатолій Петрович (самовисування)
- Мельничук Іван Іванович (Європейська Солідарність)
- Лутковська Світлана Михайлівна (самовисування)
- Брояка Вадим Францович (самовисування)
- Мартинюк Анатолій Григорович (Сила і честь)
- Кінщак Володимир Андрійович (Опозиційна платформа — За життя)
- Дикий Микола Борисович (самовисування)
- Сімакова Наталя Михайлівна (самовисування)
- Дунайчук Альона Вікторівна (Опозиційний блок)
- Швець Борис Степанович (Самопоміч)
- Середа Віталій Вікторович (самовисування)
- Юхимчук Анатолій Петрович (самовисування)
- Кривак Іван Васильович (самовисування)
- Ткачук Віталій Миколайович (самовисування)
- Слівінський Анатолій Михайлович (самовисування)

#### 2014
Кандидати-мажоритарники:
- Мельничук Іван Іванович (Блок Петра Порошенка)
- Білоіван Володимир Олександрович (Батьківщина)
- Жеребнюк Віктор Миколайович (самовисування)
- Онопенко Василь Васильович (самовисування)
- Мартинюк Анатолій Григорович (самовисування)
- Чумак Сергій Вікторович (Правий сектор)
- Дикий Микола Борисович (самовисування)
- Новогребелець Василь Володимирович (Радикальна партія)
- Мацюк Борис Петрович (самовисування)
- Логунов Денис Борисович (Комуністична партія України)
- Грошовенко Олександр Ілліч (Опозиційний блок)
- Молдован Віталій Вікторович (самовисування)
- Погребняк Валерій Миколайович (самовисування)
- Морозов Сергій Миколайович (самовисування)
- Бабич Геннадій Федорович (самовисування)
- Костенко Олександра Анатоліївна (самовисування)
- Фазилов Сервер Шакірович (самовисування)

#### 2012
Кандидати-мажоритарники:
- Жеребнюк Віктор Миколайович (самовисування)
- Мельничук Іван Іванович (Батьківщина)
- Онопенко Василь Васильович (самовисування)
- Закусилова Лідія Олексіївна (Комуністична партія України)
- Зелена Катерина Вітославівна (УДАР)
- Гнатюк Юрій Петрович (Партія регіонів)
- Кривак Іван Васильович (самовисування)
- Власюк Віктор Васильович (Наша Україна)
- Загороднюк Юрій Вікторович (Україна — Вперед!)
- Козловський Юрій Борисович (самовисування)
- Погодін Олексій Олександрович (самовисування)

## Явка
Явка виборців на окрузі: